# Stjernholm Amt
Stjernholm Amt blev oprettet i 1662 af det tidligere Stjernholm Len. Amtet bestod af herrederne:
- Bjerre
- Hatting
- Nim

Amtet blev nedlagt ved reformen af 1793. Alle tre herreder indgik herefter i Vejle Amt. Nim herred blev dog allerede i 1799 overført til Århus Amt, og indgik fra 1824 i det nyoprettede Skanderborg Amt.

## Amtmænd
- 1740 – 1747: Jacob Benzon
- 1784 – 1795: Ove Høegh-Guldberg